# 元山戰役
元山戰役是1950年韓戰時聯合國軍攻佔元山的登陸行動。

## 元山行動
元山是在韓戰期間的戰略要點，它位於北韓東部海岸及是擁有大型海港、飛機場及石油煉油廠，當時人口為大約75,000人，同時有守軍80,000人，包括幾個砲兵連。 仁川戰役時，道格拉斯·麥克阿瑟將軍在朝鮮半島西北海岸登陸，該戰役後，他下令第10軍在元山登陸，在那裡他們將繼續向西推進，與第8軍團會師，然後向北韓首都平壤推進。
北韓海軍部隊得到蘇聯和中國提供各種各樣的水雷，他們使用盡可能守衛元山。蘇聯的軍事顧問還建立更有效的雷區。封鎖的首要目標之一是開始尋找水雷的位置，然後將它們摧毀。正因為如此，使用掃雷艦成為封鎖的必然及最終手段。元山行動，或元山掃蕩，於1950年10月10日開始，即登陸10天前發生。由詹姆士·H·道爾海軍少將指揮的第90特遣艦隊的數十艘美國軍艦，負責掃雷行動。
10月12日，美國海軍“海盜”號和“誓約”號掃雷艦在掃雷時觸雷沉沒，12名士兵陣亡，有數十人受傷。美國海軍太平洋艦隊展開了第二次世界大戰以來最大的新的掃雷艦建造計劃，其他船隻則被水雷及炮兵連炮火擊中，但損失的“海盜”號和“誓約”號被證明是在行動過程中主要的參戰艦艇。

### 尾板行動
尾板行動是美軍在元山的登陸行動代號，及被發現是不必要的行動。籌備從仁川展開超過800英里遠征的行動在10月15日展開，共30,184人的美國海軍陸戰隊，搭乘運輸艦參加登陸行動。他們在10月20日到達元山，清除雷區的行動仍然需要進行5天第10軍和美國第1海軍陸戰師被迫留在艦上以等待清除出一條水道登上海灘。
當在10月20日登陸時，朝鮮人民軍已經撤退，英軍和韓國國軍確保了該地區。最終登陸行動沒有必要，麥克阿瑟被批評不使用第10軍在仁川戰線追擊朝鮮人民軍。 10月19日，韓國國軍攻占平壤，因而代替第一線的美軍向北沿海岸前進以佔據興南和長津湖地區，而美軍第3步兵師在11月於元山登陸進行增援。

## 附錄
1. 1 2 3 4 5  . （原始内容存档于2000-08-16）.
2. 1 2 3 4 5  .   [2024-11-23]. （原始内容存档于2022-10-12）.